# Martelo de chão
 (décembre 2022).
Si vous disposez d'ouvrages ou d'articles de référence ou si vous connaissez des sites web de qualité traitant du thème abordé ici, merci de compléter l'article en donnant les références utiles à sa vérifiabilité et en les liant à la section « Notes et références ».
Le martelo de chão (litt. "marteau de sol", en portugais) est un coup de pied circulaire pénétrant de capoeira, semblable au chapéu de couro mais à partir d'une position basse. Le mouvement se fait de l'extérieur vers l'intérieur du corps et se donne avec le dos du pied. Il faut pivoter le corps en s'appuyant sur le sol avec une main, puis lever la jambe opposée pour ouvrir la hanche et enfin continuer la rotation pour faire un tour complet en redescendant la jambe juste avant l'impact.
Le coup est généralement donné sur le cou ou à la tête de l'adversaire, mais on peut également le donner dans les côtes ou à la taille.

## Technique
- À partir d'une position basse (negativa, queda de quatro...), s'appuyer sur le sol avec une main en pivotant le corps sur le côté.
- Tourner le bassin en levant le genou de l'autre jambe et en se protégeant le visage avec l'autre bras.
- Poursuivre la rotation de la jambe d'appui en tendant la jambe qui frappe, de manière à l'abattre sur l'adversaire.
- Déposer la jambe de frappe sur le côté et faire un rolê, ou alors poursuivre la rotation sur la jambe d'appui pour revenir face à l'adversaire en déposant la jambe de frappe derrière soi.